# Al Lettieri
Alfred Lettieri, född 24 februari 1928 i New York, död 18 oktober 1975 i New York, var en amerikansk skådespelare, främst känd för sin roll som Virgil "The Turk" Sollozzo i filmen Gudfadern.

## Bakgrund och privatliv
Som ättling till amerikaniserade italienare talade Lettieri italienska flytande. Han svåger var Pasquale Eboli, bror till maffiafamiljen Genoveses boss Thomas Eboli.
Lettieri dog av en hjärtinfarkt 1975 vid 47 års ålder, efterlämnande två barn.

## Filmografi i urval
- 1972 – Gudfadern
- 1972 – Getaway - rymmarna
- 1974 – Mr. Majestyk
- 1974 – McQ